# Philippe Léoni
Pour les articles homonymes, voir Leoni.
Philippe Léoni est un cavalier français de concours de saut d'obstacles (CSO), et un homme d'affaires, né le 2 octobre 1959 à Aix-en-Provence (Bouches-du-Rhône).

## Biographie
Philippe Léoni a commencé l'équitation à l'âge de 13 ans par le tourisme équestre avant de faire du concours complet et de bifurquer vers le concours de saut d'obstacles. Son entraîneur est Gilles Bertrán de Balanda.
La grande particularité de Philippe Léoni parmi les cavaliers de haut niveau est que son métier dans la vie de tous les jours était très éloigné du monde de l'équitation puisqu'il est un entrepreneur du monde des médias ayant exercé des fonctions de haut niveau. Philippe Leoni est le cofondateur et fut 15 ans le Président Directeur Général de Spir Communication, une régie éditrice de presse gratuite de 3 700 salariés et réalisant un chiffre d'affaires de 650 millions d'euros ce qui en faisait une des principales régies françaises. Il est à l'origine du développement spectaculaire de Spir dans l'Internet avec plusieurs sites référents achetés (Caradisiac) ou créés (Le Bon Coin). Philippe Leoni est aussi à l'origine du journal 20 minutes en France, qu'il a créé avec le groupe norvégien de média Schibsted. Homme discret, peu enclin à s'exprimer dans les médias, il a réussi à assurer une réduction de voilure dans les activités de presse et d'imprimerie du groupe Spir en bonne intelligence avec les syndicats et sans aucun heurt social, grâce notamment au développement de nouvelles activités rentables sur Internet. Après 15 ans chez Spir, Philippe Léoni était partisan d'un repositionnement rapide du groupe sur Internet, que son actionnaire Ouest-France n'était pas forcément prêt à assumer. Il a préféré démissionner de son poste de PDG en janvier 2009 pour se consacrer à des activités d'investissement dans le monde des médias.
À propos de cette double vie, Philippe Léoni raconte : « Le milieu de l'entreprise et du sport de haut niveau sont très interactifs. Ils sont très rigoureusement compartimentés dans mon organisation mais se nourrissent l'un l'autre. J'ai une grande rigueur et un sens de l'organisation qui m'ont été inculqués par le monde du travail. De son côté, la haute compétition m'a appris à relativiser les enjeux économiques de l'entreprise. J'y ai acquis un sens du dépassement et la volonté de me fixer des objectifs ambitieux ». 
Il a pris sa retraite sportive en 2009.

## Palmarès sportif
- 1998 : vainqueur de la Coupe des nations et 2e du Grand Prix de Gijón (Espagne)
- 2004 : membre de l'équipe vainqueur de la Samsung super league et vainqueur de la Coupe des nations de Gijón (Espagne) avec Cyrenaika FRH.